# Бостандыкский район
Бостандыкский район (ранее Калининский район) (каз. Бостандық ауданы) — административно-территориальная единица города Алма-Аты. Образован в 1966 году. Код КАТО kz.75.1410000 .

## История
В связи с расширением территории города за счёт прилегающих земель и разукрупнением его Советского района (ныне Алмалинский), в соответствии с Указом Президиума Верховного Совета Казахской ССР от 31.01.1966 года была образована новая административная единица города – Калининский район, который 12 декабря 1995 года был переименован в Бостандыкский (каз. бостандық, «свобода»). 
В начале 60-х открыла свои первые павильоны выставка достижений народного хозяйства — ВДНХ, возведены микрорайоны «Коктем −1» и «Коктем −2» началась реконструкция южных окраин города. Получил статус научно-исследовательского учреждения главный ботанический сад. Стали основой образования, культуры и науки района — Национальная библиотека Республики Казахстан, Казахский Национальный университет имени Аль-Фараби, Киностудия «Казахфильм» имени Шакена Айманова, Казахский Национальный технический университет имени Сатпаева.
Бостандыкский район является самым молодёжным в городе Алматы, здесь обучаются более 71 тысяч студентов.

### Строительный комплекс Бостандыкского района
Эстафету возведения новых зданий в городе от одного из крупнейших домостроительных комбинатов в республике АДК приняли ведущие строительные компании района — «Базис-А» с её дочерними предприятиями. Особое внимание в районе уделяется строительству жилья для социально-незащищённых слоёв населения по Государственная жилищная программа предусматривает удешевление стоимости квартир, увеличение сроков ипотечных кредитов, снижение первоначальных взносов и ставок кредитования.
Район активно решает одну из самых трудных и значимых задач для города — снос ветхих зданий и сооружений и строительство комфортабельного жилья, отвечающего мировым стандартам. Введены в эксплуатацию новые жилые микрорайоны «Нурлы Тау», «Шахристан», «Айгерим», «Жана Гасыр» «Ботанический сад», «Тау Самал». Завершено строительство крупнейших торгово-развлекательных центров: «Мега Центр Алматы», «Алмалы», «АДК», «Есентай Молл» во многом уникальных не только для города, но и для страны. Экономику района двигают предприятия сферы услуг и промышленный сектор. Продукция таких компаний как «Кастинг», «Беккер и К», «Айгерим», «Логиком», знакома не только жителям города, но и всему Казахстану.

## Население
Национальный состав (на начало 2019 года):
- казахи — 250 495 чел. (61,56 %)
- русские — 107 826 чел. (27,89 %)
- корейцы — 10101 чел. (2,47 %)
- уйгуры — 6 291 чел. (1,83 %)
- татары — 5 027 чел. (1,46 %)
- узбеки — 2 357 чел. (0,69 %)
- украинцы — 2 338 чел. (0,68 %)
- азербайджанцы — 1 699 чел. (0,49 %)
- турки — 1 570 чел. (0,46 %)
- немцы — 1 418 чел. (0,41 %)
- курды — 1 165 чел. (0,34 %)
- киргизы — 968 чел. (0,28 %)
- дунгане — 529 чел. (0,15 %)
- чеченцы — 488 чел. (0,14 %)
- другие — 5 054 чел. (1,47%)
- Всего — 343 541 чел. (100,00 %)

## Территория района
Настоящее время площадь района составляет 9 тыс. 943,2 гектара (в 2011 году было 2 тыс. 776 присоединено 720 гектаров по верхней части ул. Дулати, в 2012 году −269,1 гектаров: Восточнее мкр. Баганашыл, западнее ул. Дулати, южная граница Алматы).

## Население района
Численность населения — 326 469 человек, прирост — 10419 чел. Присоединены территории Карасайского района, в частности Большой Алматинский сельский округ, в котором расположены 4 населённых пунктов п. Алатау, мкр. Ерменсай, н. Нурлытау, п. Жайлау, с. Кокшокы, с. Алмарасан, часть с. Каргалы.

### Медицинские организации района
Республиканские организации
- Научный центр урологии им. ак. Б. У. Джарбусынова
- Научный центр педиатрии и детской хирургии

Городские организации
- Центральная городская клиническая больница
- Детская городская клиническая инфекционная больница города Алматы
- Городская клиническая инфекционная больница им. И.Жекеновой
- Центр детской неотложной медицинской помощи
- Кожно-венерологический диспансер
- Алматинский онкологический центр
- Центр по профилактике и борьбе со СПИД
- Городской центр паллиативной помощи ХОСПИС
- Центр психического здоровья

и многие другие.

## Акимы
1. Слобадянюк, Александр Ануфриевич (1996)
2. Шатов, Евгений Иванович  (01.1997 — 07.1997)[5]
3. Даримбетов, Байдалы Нуртаевич (05.1998 — 04.1999)[6]
4. Мурзин, Алмат Зарлыкович (1999 — 2002)[7]
5. Каримуллин, Амангельды Каримович (03.2002 — 26.05.2009)[8]
6. Аманжолова, Зауреш Джуманалиевна (27.05.2009 — 2013)[9]
7. Асанова, Раушан Есеновна (28.02.2013 — 02.2015)[10]
8. Торгаев, Беккали Нургалиевич (20.02.2015 — 25.09.2018)[11]
9. Рахимбетов, Алтай Ергазиевич (25.09.2018 - 19.05.2023)[12]
10. Алин Санджар Мендыбаевич (19.05.2023)[13]

## Фотогалерея
- Указатель на улице Тимирязева. (5 октября 2014 года)